# Гологорлый звонарь
Гологорлый звонарь (лат. Procnias nudicollis) — вид птиц из семейства котинговых. Подвидов не выделяют.

## Описание
Гологорлый звонарь достигает длины 26—28 см. У самца белое оперение. Голая уздечка и горло сине-зелёного цвета покрыты чёрной щетиной. Оперение верхней части тела, крыльев и хвоста самок оливково-зелёного цвета, нижняя часть тела желтоватой окраски с белыми полосами. Голова чёрная, грудь оливково-зелёная со светлыми полосами.
Металлически звенящий голос похож на звук колокольчика. Это один из самых громких звуков в мире птиц.

## Распространение
Горные тропические леса на востоке Бразилии, в Парагвае и на севере Аргентины. Зимой откочёвывает в равнинные леса.

## Питание
Большую часть времени гологорлый звонарь держится в верхней части крон деревьев. Питается плодами.

## Размножение
Самец кричит, сидя на высокой ветке и забросив голову назад, привлекая тем самым внимание самки. Когда появляется партнёрша, он начинает прыгать с ветки на ветку с широко распущенными перьями хвоста.
После спаривания птицы начинают строить тонкое, чашеобразное гнездо, преимущественно на высоте 5—7 м. В кладке одно светло-коричневое яйцо с тёмно-коричневыми пятнами. Инкубационный период составляет 23 дня. Птенцы становятся самостоятельными через 33 дня.